# Pseudoschizognathus lajoyi
Pseudoschizognathus lajoyi är en skalbaggsart som beskrevs av Ohaus 1913. Pseudoschizognathus lajoyi ingår i släktet Pseudoschizognathus och familjen Rutelidae. Inga underarter finns listade i Catalogue of Life.